# Lucien Coëdel
Lucien Coëdel est un acteur français, né à Paris le 30 août 1899, et mort à Blaisy-Haut le 28 septembre 1947. Il était l'époux de Lolita de Silva (1911-2004).

## Biographie
Fils d'ouvrier, il débute, très jeune, dans une usine de produits chimiques. Puis dès l'âge de treize ans, il travaille dans un théâtre - sa grande passion -   comme porteur de bagage, machiniste, régisseur et même parfois acteur.
Durant la guerre de 1914-1918, il est envoyé sur le Front d'Orient.
À son retour, il trouve un emploi dans les assurances, avant de participer en tant qu'acteur à des tournées provinciales qui débouchent sur un engagement de longue durée au Canada.
De nouveau en France, il est remarqué sur les planches dans Les Jours de notre vie mis en scène par Raymond Rouleau, puis dans une pièce d'Édouard Bourdet, Margot, avec le couple Printemps/Fresnay. Dès 1935, il apparaît au cinéma dans des rôles secondaires et, à partir de 1941, il est de plus en plus sollicité par les réalisateurs pour interpréter des rôles consistants, en particulier par Christian-Jaque, qui le fait jouer dans six de ses films.
Alors qu'il tourne aux environs de Dijon La Carcasse et le Tord-cou, de René Chanas (avec pour partenaires Michel Simon et Michèle Martin), il retourne à Paris par le train de nuit. Ayant pris malencontreusement la porte donnant sur la voie pour celle des toilettes, il est aspiré à l'extérieur et écrasé par le convoi dans le tunnel de Blaisy-Bas, où son corps sera retrouvé.
Il est inhumé au cimetière de Vanves.

## Filmographie

### Cinéma
- 1935 : Lucrèce Borgia d'Abel Gance
- 1936 : Le Coupable de Raymond Bernard
- 1936 : Nitchevo de Jacques de Baroncelli : Le radio
- 1937 : Le Messager de Raymond Rouleau : L'agent
- 1937 : Mollenard de Robert Siodmak : Le bosco
- 1938 : Courrier d'Asie d'Oscar-Paul Gilbert : Le mécano
- 1939 : Nord-Atlantique de Maurice Cloche : Pomme d'amour
- 1939 : Remorques de Jean Grémillon : Un marin du "Cyclope"
- 1940 : La Piste du nord ou La Loi du Nord de Jacques Feyder : Le portier au bal de charité
- 1941 : L'Assassinat du Père Noël de Christian-Jaque : Desfosses
- 1941 : Nous les gosses de Louis Daquin : Le père de Jeannot
- 1941 : Caprices de Léo Joannon : Le traître
- 1941 : Le pavillon brûle de Jacques de Baroncelli
- 1941 : Opéra-Musette de René Lefèvre et Claude Renoir : Léon
- 1941 : La Symphonie fantastique de Christian-Jaque : Le typographe
- 1942 : Les Inconnus dans la maison de Henri Decoin : Jo, le patron du "Boxing Bar"
- 1942 : Le journal tombe à cinq heures de Georges Lacombe : Le Capitaine Le Goard
- 1942 : Carmen de Christian-Jaque : Garcia
- 1943 : Les Mystères de Paris de Jacques de Baroncelli : Le Chourineur
- 1943 : Voyage sans espoir de Christian-Jaque : Philippe Dejanin
- 1944 : Sortilèges de Christian-Jaque : Jean-Baptiste, le campanier
- 1945 : Peloton d'exécution d'André Berthomieu : Hans
- 1945 : La Route du bagne de Léon Mathot : Rabouin
- 1946 : Roger La Honte d'André Cayatte : Roger Laroque
- 1946 : L'Idiot de Georges Lampin : Rogogine
- 1946 : La Revanche de Roger la Honte de André Cayatte : William Farnell/Roger Laroque
- 1947 : Contre-enquête de Jean Faurez : Monsieur Charles
- 1947 : Un flic de Maurice de Canonge : Inspecteur Renaud
- 1947 : La Chartreuse de Parme de Christian-Jaque : Rassi, le chef de la police
- 1947 : Une belle garce de Jacques Daroy : Rabbas
- 1947 : La Carcasse et le Tord-cou de René Chanas : Louis dit "La Carcasse"

## Théâtre
- 1935 : Margot d'Édouard Bourdet, mise en scène Pierre Fresnay, Théâtre Marigny
- 1937 : Pacifique de Henri-René Lenormand, mise en scène Alice Cocéa, Théâtre des Ambassadeurs
- 1938 : La Dame de bronze et le Monsieur de cristal de Henri Duvernois, mise en scène Alice Cocéa, Théâtre des Ambassadeurs
- 1938 : Le Misanthrope de Molière, mise en scène Sylvain Itkine, Théâtre des Ambassadeurs
- 1942 : Mademoiselle de Panama de Marcel Achard, mise en scène Marcel Herrand, Théâtre des Mathurins